# フェリーチェ・カゾラーティ (数学者)
フェリーチェ・カゾラーティ（伊: Felice Casorati、1835年12月17日 - 1890年9月11日
）は、イタリアの数学者。

## 経歴
1835年、パヴィアに生まれた。パヴィア大学にて、アントニオ・マリア・ボルドーニとフランチェスコ・ブリオスキに学んだ。
ブリオスキとベッチとともにフランスとドイツを旅行し、当時複素変数函数を研究していたコーシーやリーマンと出会い、個人的な関係を深めた。
1863年、パヴィア大学の教授に任命され、測地学などを教えた。

## 功績
最も著名な功績に複素解析におけるカゾラーティ・ワイエルシュトラスの定理が挙げられる。カゾラーティとカール・ワイエルシュトラスに因んで名付けられた、真性特異点の近傍における整型函数の振る舞いについて述べた定理で、後年にユリアン・ソホツキーによって再発見されている。
線型差分方程式の研究に使用されるカゾラーティ行列（英: Casorati matrix, Casoratian）は、線型微分方程式に使用されるロンスキー行列と似たように、nつの単一変数関数を基に定義される行列である。

## 作品
- Casorati, Felice (1868) (Italian), Teorica delle funzioni di variabili complesse, Pavia: Tipografia dei Fratelli Fusi, pp. XXX+471, JFM 01.0128.05、カゾラーティが発表した最も有名な唯一のモノグラフ。GallicaやGDZにて無料で閲覧可能。
- (イタリア語) Le proprietà cardinali degli strumenti ottici anche non centrati. Milano: Bernardoni. (1872)

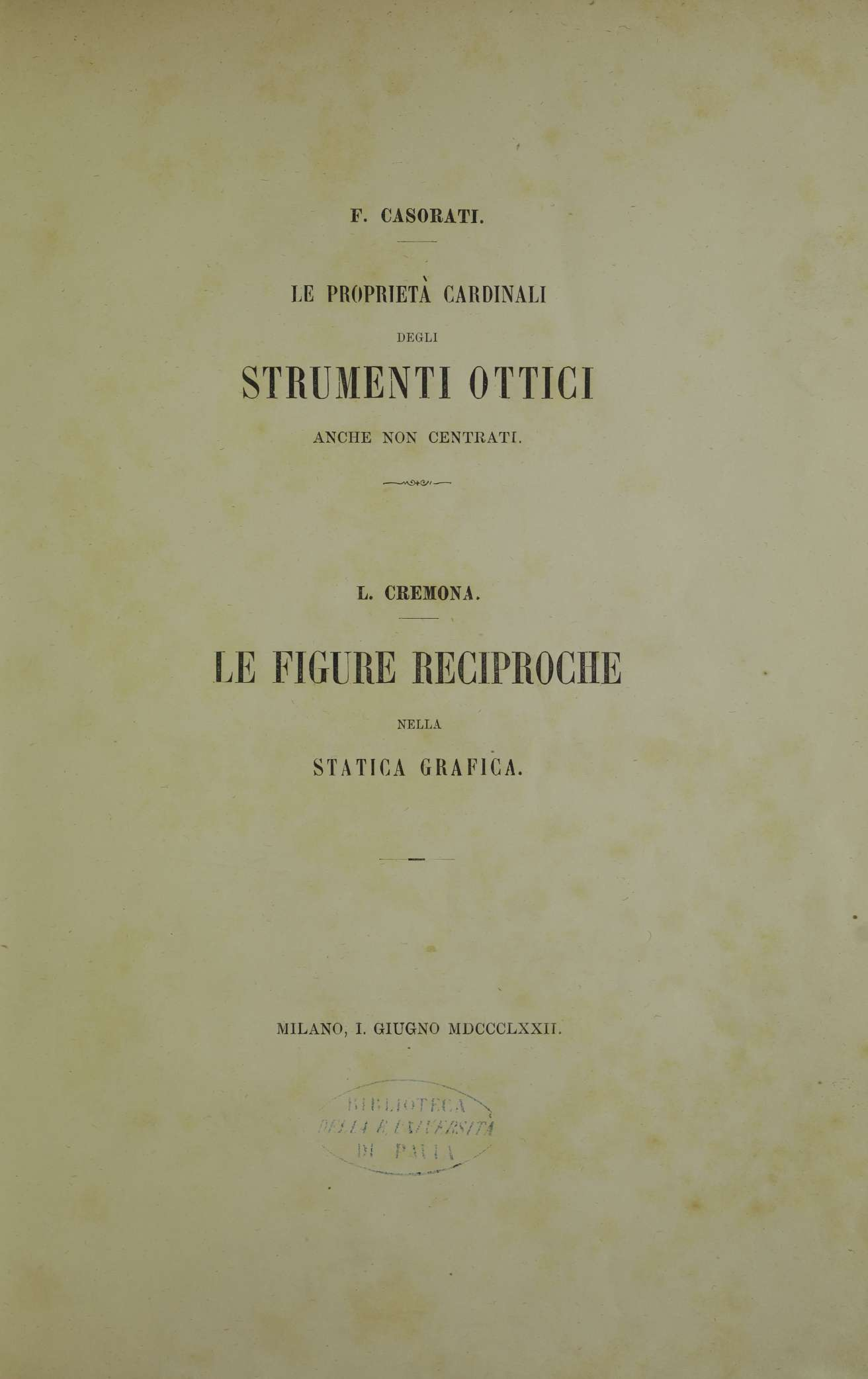
Le proprietà cardinali degli strumenti ottici anche non centrati, 1872